# Kampala

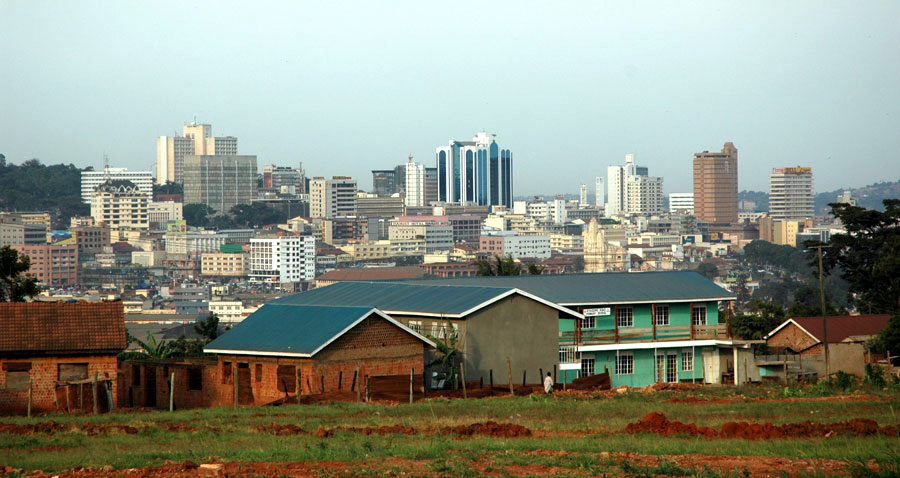
Vista panoràmica de Kampala

Kampala és la capital d'Uganda. Amb una població de 1.680.600 habitants el 2019 és l'aglomeració urbana més gran del país i creix ràpidament (+39% des de2002 quan eren 1.208.544). És al districte de Kampala, a una altitud de 1.190 metres sobre el nivell del mar.
A 35 km es troba l'aeroport internacional d'Entebbe i a 10 km el port de Port Bell, a la riba del Llac Victòria.
Kampala va créixer al voltant d'un fort construït per Frederick Lugard el 1890 de la British East Africa Company. En 1962, Kampala va substituir Entebbe com a capital nacional. Gran part de la ciutat fou destruïda a partir del 1979 quan es va produir el derrocament del dictador Idi Amin i de la guerra civil subsegüent.
A Kampala es troba la Universitat Makerere, un dels centres d'estudis superiors més important de l'Àfrica Central i Oriental. Kampala també és la seu del Banc de Desenvolupament d'Àfrica de l'Est. Té una indústria de manufactures de mobles i components industrials. Exporta productes agrícoles com ara cafè, cotó, te i sucre.
Segons el Ministeri de Salut el 2004-2005 Kampala tenia la taxa de sida més alta d'Uganda. El 9,2% dels adults i el 47% de les prostitutes són infectats.

## Origen del nom
Kampala originalment es referia només al turó Old Kampala, al cim del qual hi havia el Fort Lugard, i la seu de les autoritats colonials britàniques del protectorat d'Uganda.
Abans de la construcció britànica del Fort Lugard, el turó era una reserva de caça del kabaka o rei de Buganda i hi vivien diverses espècies d'antílops, especialment l'impala. Com a resultat, quan els oficials colonials britànics van ser assignats a aquest turó pel llavors rei de Buganda, s'hi van referir com «turó de l'impala».
Els baganda, al territori dels quals hi havia aquest assentament britànic, van traduir llavors «Hill of the Impala» com «Akasozi ke'Empala». A continuació, es va escurçar a K'empala i finalment a Kampala. Kasozi significa «turó», ke, «de», i empala el plural d'«impala». El nom es va estendra a tot l'assentament colonial britànic inicial i a tota la zona on el reis de Buganda establiren llur capital movent

## Història

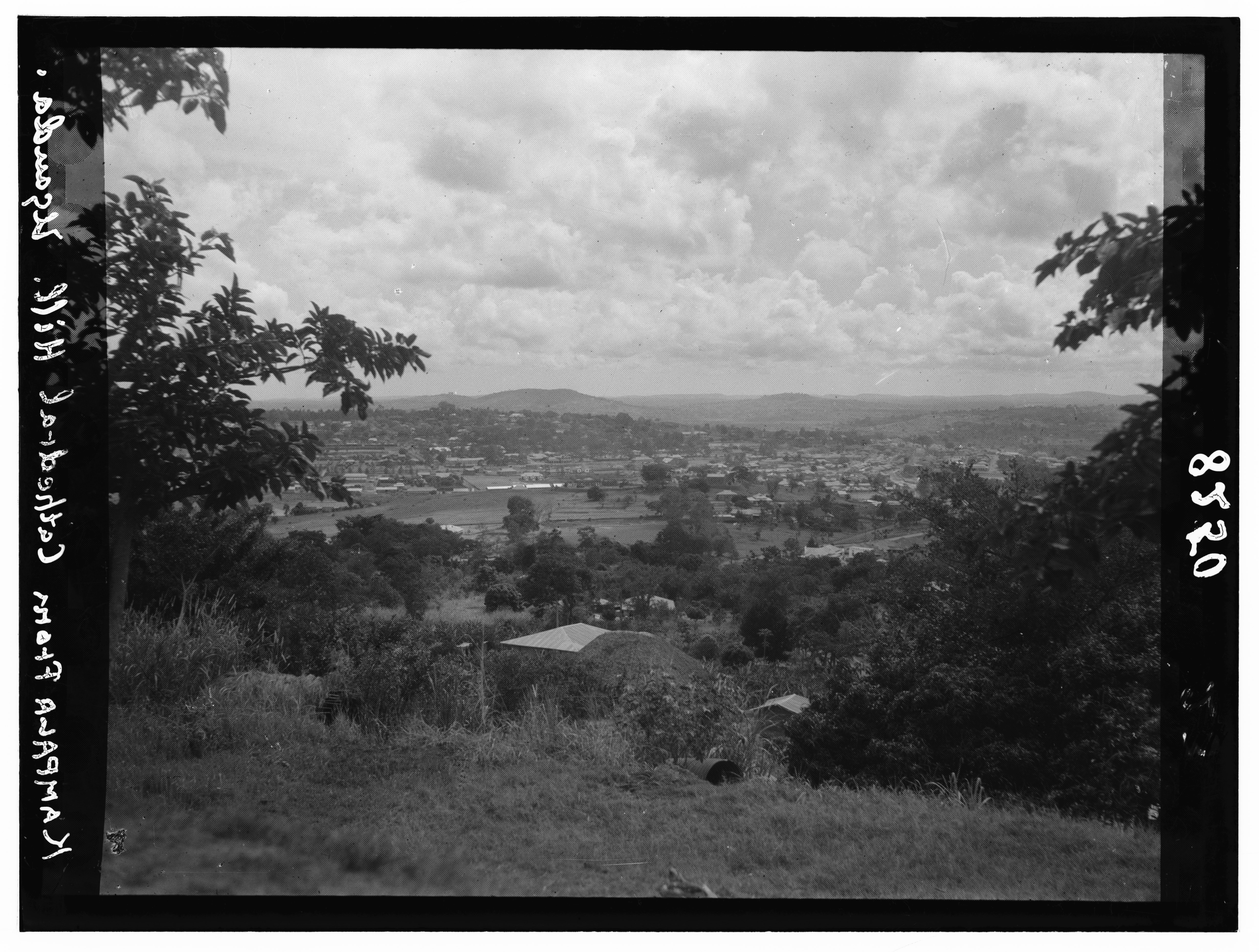
Kampala, la ciutat des de Cathedral Hill el 1936.

Aquesta zona de nombrosos turons i pantans formava part del nucli del regne de Buganda molt centralitzat. També va ser el lloc de la capital movent dels diferents bassekabaka (reis) del regne de Buganda. Després de la coronació, durant el regnat, cada rei establia la seva capital en un nou i o turó diferent com volguessin.

### Seglexix
La primera descripció escrita d'aquest kibuga (capital movent) va ser per l'explorador Sir Richard Burton al llibre, The Lake Region of East Africa, publicat el 1860. Burton, que es basa en informació recollida per Snay Bin Amir, un comerciant àrab, hi va descriure el Kibuga com
| « | …l'assentament no és a menys d'un dia de viatge, els edificis són de canya i vímet. El palau del sultà (kabaka) té almenys una milla de llarg i les barraques circulars ordenades en línia són envoltades per una tanca forta que només té quatre portes. | » |

El 1862, quan l'explorador John Speke va arribar a Buganda, el kibuga era a Bandabarogo, l'actual Banda Hill, i el kabaka (rei) regnant era Mutesa. El 1875, l'explorador Henry Morton Stanley va dir que la capital era a l'actual Lubaga Hill on va conèixer el rei Mutesa I. Durant aquesta visita, Stanley va publicar una carta al diari Daily Telegraphy, en la qual convidava els missioners a anar a Buganda. També va descriure el kibuga en els seus despatxos de la dècada de 1870 al diari The New York Herald, així:
| « | A mesura que ens acostàvem a la capital, la carretera des d'Usavara [Busabala] va augmentar d'amplada de 6 a 45 m […] Arribat a la capital em vaig trobar amb el fet que la vasta col·lecció de barraques que coronaven el punt més alt eren els Barris Reials, al voltant dels quals corrien diverses empal·lisades i patis circulars, entre els quals i la ciutat hi havia una carretera circular, que anava dels 30 als 60 metres d'amplada amb jardins i cabanyes. | » |

El 1877, els primers missioners de la Church Mission Society, que eren de fe protestant, van arribar del Regne Unit i se'ls va assignar el turó de Namirembe. Dos anys més tard, el 1879, també van arribar els Missioners d'Àfrica catòlics, que es van establir primer a l'actual poble de Kitebi, prop de Lubaga; posteriorment, se'ls assignaria el turó de Lubaga. L'arribada d'aquests dos grups missioners va establir les bases per a les guerres religioses de 1888 a 1892 entre els nous conversos, i va obligar els missioners de Gran Bretanya a pressionar llavors perquè el govern britànic es fes càrrec de Buganda/Uganda com a protectorat.
El 1890, Frederick Lugard, un agent de la Companyia Imperial Britànica de l'Àfrica Oriental, va arribar a Buganda durant el regnat de Ssekabaka Mwanga II, amb qui va signar un tractat de protecció pel govern britànic sobre Buganda, i la Kibuga (capital) es trobava al turó de Mengo. Més tard, al capità Lugard se li assignaria el turó que aviat seria conegut com a Old Kampala, i sobre el qual va construir un fort.
El 1895, la Church Missionary Society va obrir la Mengo Senior School, la primera escola que oferia educació occidental a Kampala, al turó de Namirembe, on la majoria dels fills dels caps i patges dels palaus reials van estudiar.
El 1897, Ssekabaka Mwanga va llançar una rebel·lió, però va ser derrotat, capturat i exiliat, el 1899, a les Seychelles al costat d'Omukama Kabalega, i el seu fill de tres anys va ser nomenat Kabaka per les forces combinades dels oficials europeus al capdavant de Nubia i soldats colonials de Baganda. Aquest estat de coses va culminar més tard amb la signatura de l’Acord de Buganda (1900) que va formalitzar el domini colonial britànic a Buganda.
També el 1897, el metge i missioner britànic Albert Ruskin Cook va obrir el primer centre sanitari d'estil occidental de Kampala, l'Hospital Mengo, al turó de Namirembe. A més, Albert Ruskin Cook el 1913 va fundar l'Hospital Mulago, l'actual Hospital Nacional de Referència, al turó de Mulago.
L'any 1899, les Germanes Missioneres de la Mare de Déu d'Àfrica van fundar l'Hospital Lubaga al turó de Lubaga.

### Seglexx
El 1900, els regents de l'infant Kabaka Daudi Cwa II (que eren Apolo Kagwa, el Katikiro (primer ministre) de Buganda, Stanislaus Mugwanya, el Mulamuzi (jutge en cap) de Buganda i Zakaria Kisingiri, el Muwanika (tresorer en cap) de Buganda, amb el bisbe Alfred Tucker), van signar l’Acord de Buganda en nom de Buganda amb Harry Johnston, que va signar en nom del govern britànic. Aquest acord amb Harry Johnston va crear noves propietats de la terra com ara la propietat lliure, la terra de la Corona i el mailo, i va dividir i assignar la terra de tal manera que arribaria a definir el desenvolupament de Kampala.
La terra a la Kibuga (capital) de Buganda, incloent-hi el turó Mengo i el turó Makerere, va ser assignada als joves Kabaka, als col·laboradors colonials de Baganda, etc., sota mailo i propietat lliure. A les missions religioses també se'ls va assignar formalment terrenys que ocupaven anteriorment. Així, els Missioners d'Àfrica catòlics van aconseguir el turó de Lubaga, la societat missionera de l'Església protestant el turó de Namirembe, els musulmans sota el lideratge del príncep Nuhu Mbogo el turó de Kibuli, els missioners britànics catòlics van rebre la major part del turó de Nsambya. El govern del Protectorat d'Uganda va obtenir terres classificades com a terres de la Corona a la zona, com ara el turó Old Kampala Hill i turó de Nakasero, etc.
Per legalitzar els canvis anteriors, es van aprovar les lleis i ordenances següents: L'ordenança de terres de la Corona de 1903, la Llei de terres de 1908, l'ordenança de registre de títols de terres de 1922 i la llei Busulu i Envujo de 1928.
El 1906, les terres de la Corona constaven de l'antiga Kampala, els turons de Nakasero, etc. i abastaven 5,67 km² es va consolidar i es va publicar com a municipi de Kampala. El 1912, el municipi de Kampala va rebre el seu primer pla d'ús del sòl i tenia una població europea i asiàtica de 2.850 habitants.
El 1922, la universitat més antiga de Kampala, Makerere, va ser fundada com a Uganda Technical College a l'actual Makerere Hill i inicialment oferia fusteria, construcció d'edificis, mecànica, arts, educació, agricultura i medicina.
El 1930, es va preparar el primer pla de clavegueram per a una població de 20.000 persones a les zones de Nakasero i Old Kampala del municipi de Kampala. Aquest pla va guiar el desenvolupament del clavegueram de 1936 a 1940 a les zones urbanes planificades del municipi de Kampala i va excloure l'àrea de Kibuga ocupada pels Baganda i altres nadius.

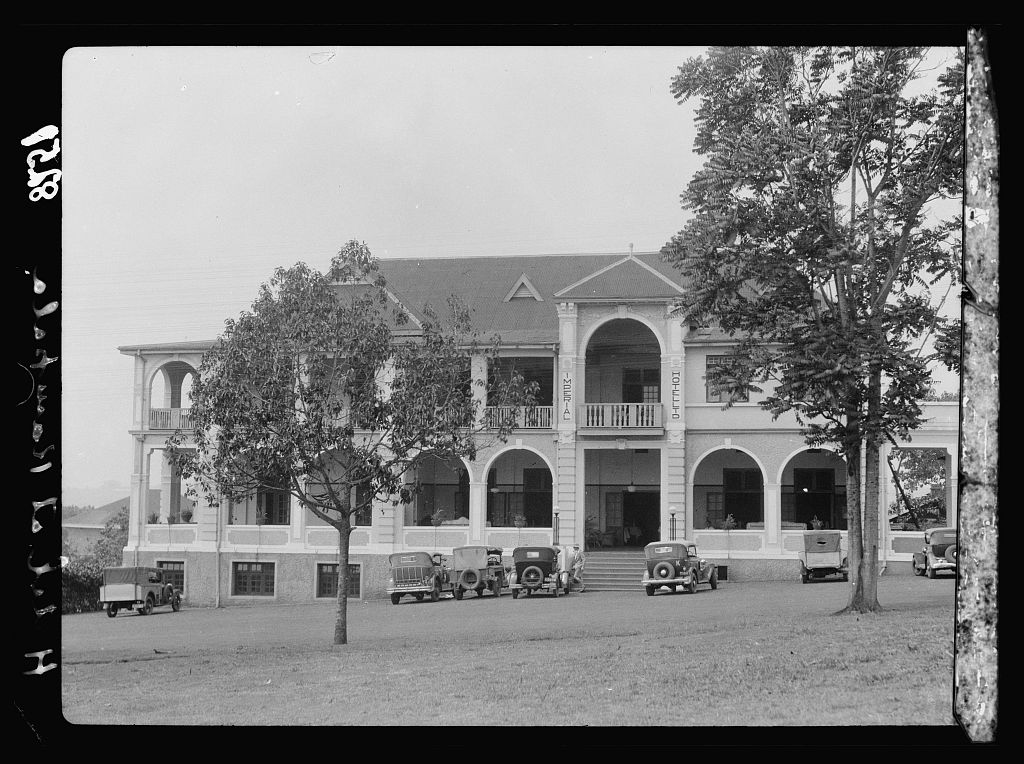
Kampala. L'Hotel Imperial el 1936.

El 1931, després de trenta-cinc anys d'obres, la línia del ferrocarril d'Uganda va arribar a Kampala. ConnectaKampala amb el port de Mombasa.
El 1938, l'East African Power & Lighting Company va rebre una llicència per a la generació i distribució d'energia elèctrica tèrmica per a les ciutats de Kampala i Entebbe, i el mateix any Philip Mitchel, el governador d'Uganda, va encendre la primera instal·lació elèctrica d'Uganda i Kampala. fanals del carrer.
El 1945, Ernst May, un arquitecte alemany, va rebre l'encàrrec del Govern del Protectorat d'Uganda per dissenyar un nou pla físic per a Kampala. El pla d'Ernst May de 1947 tenia la intenció d'estendre Kampala cap a l'est cobrint el turó Kololo i el turó Naguru, i amb el centre comercial als vessants sud del turó Nakasero, una zona industrial al sud-est de Kampala, i, per primera vegada, una zona residencial planificada. zona per als nadius d'Uganda. El pla mai es va implementar completament, i el 1951 es va adoptar el tercer pla físic d’Henry Kendall, tot i que incorporava alguns elements del pla de 1947 d'Ernst May.

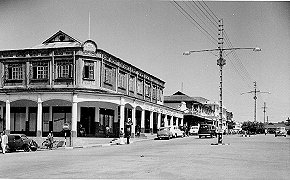
Kampala a la dècada de 1950

El pla de 1951 de Henry Kendall va ampliar Kampala des dels 5,67 km² del pla de 1930 a una àrea de 28 km² que incorpora zones com el turó de Kololo i la zona industrial. Tanmateix, com els dos primers esquemes de planificació, el pla de 1951 no va aconseguir molts dels seus objectius declarats.
El 9 d'octubre de 1962, Uganda va obtenir la independència; posteriorment la capital va ser transferida d'Entebbe a Kampala i el mateix any, Kampala va rebre l'estatus de ciutat.
El 1968, sis anys després que Uganda aconseguís la independència, els límits de Kampala es van ampliar incorporant els municipis de Kibuga (aleshores conegut com a Mengo), Kawempe i Nakawa, i àrees com Muyenga i Ggaba. Això va augmentar l'àrea administrativa de Kampala de 28 km² fins als 189 km² actuals.
El 1972, es va fer el quart pla físic per a Kampala que cobria les àrees recentment incorporades de les extensions de límits de Kampala de 1968, però la posterior agitació política i econòmica dels anys setanta i vuitanta va fer que el pla no es va implementar mai.
La batalla de Kampala durant la Guerra Bush d'Uganda va tenir lloc el gener de 1986. Va tenir com a resultat la presa de la ciutat pel Moviment de Resistència Nacional, liderat per Yoweri Museveni i la posterior rendició del govern ugandès.
De la mateixa manera, el cinquè pla físic de Kampala, fet el 1994, com el pla de 1972, tampoc no es va implementar mai.

### Seglexxi
El 2010, es va promulgar la Llei d'Autoritat de la Ciutat Capital de Kampala, que dona al govern d'Uganda més control de l'administració de Kampala. L'acte també va crear l'Autoritat de planificació física metropolitana de Kampala amb els objectius de millorar la infraestructura de la ciutat de Kampala i els districtes circumdants de Wakiso, Mukono, Buikwe, Mpigi i Luwero.
L'11 de juliol de 2010, els terroristes suïcides d'Al-Xabab hi van matar 74 persones.

## Geografia
La ciutat de Kampala té una superfície de 189 km², 13 km² dels quals corresponen a massa d'aigua. És un lloc muntanyós, amb valls travessades per rius i aiguamolls. El punt més alt de la ciutat és el cim del turó Kololo, a 1.311 metres, al centre de la ciutat, mentre el punt més baix és a la riba del llac Victòria, al sud del centre de la ciutat, a 1.135 metres.
Kampala es va construir originalment sobre set turons, però amb els anys s'ha expandit molt enllà d'aquest turons.

### Topografia

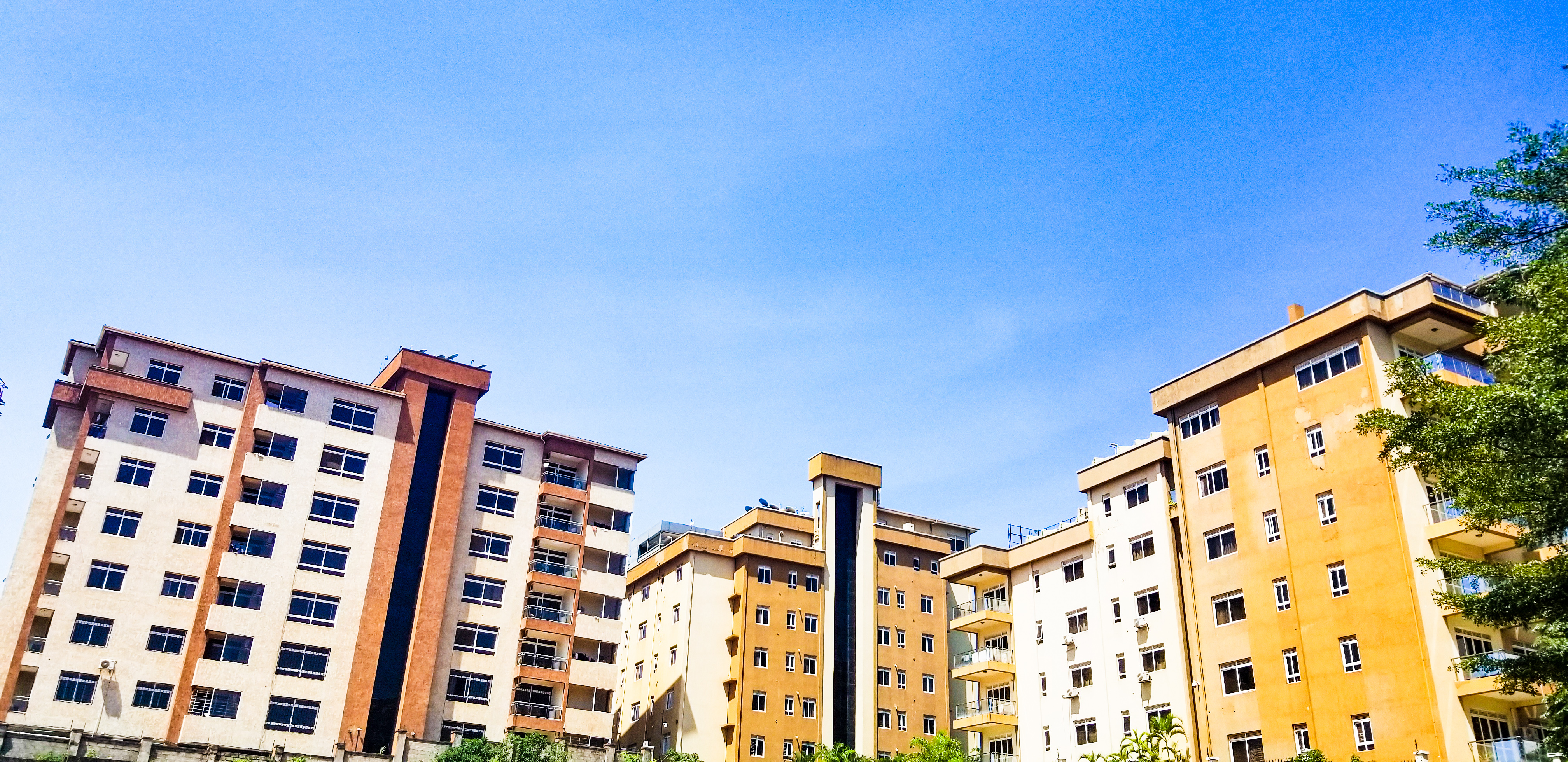
Bloc d'apartaments a Kololo

La ciutat de Kampala cobreix una superfície total de 189 km², que inclou 176 km² de terreny i 13 km² d'aigua.
Kampala és un lloc muntanyós amb les seves valls plenes de rius i pantans. El punt més alt de la ciutat pròpiament dita és el cim del turó de Kololo a 1311 m, situat al centre de la ciutat i el punt més baix a la vora del llac Victòria al sud del centre de la ciutat a una altitud de 1135 m.

#### Turons

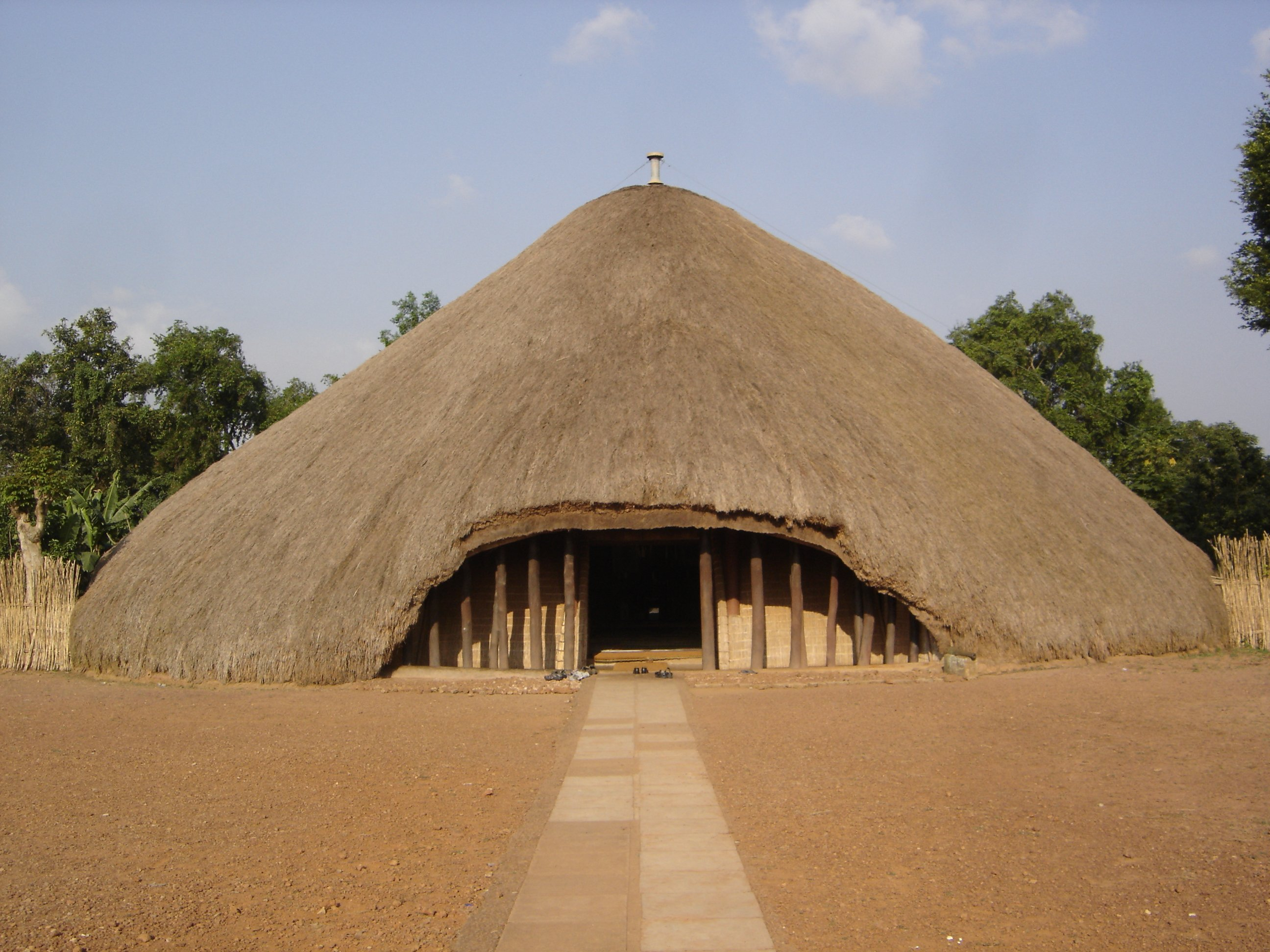
Les Tombes de Kasubi

Kampala es va construir originalment sobre set turons, però s'ha expandit per cobrir més que els set turons originals.
Els set turons originals són:
- Old Kampala Hill on es trobava Fort Lugard, la primera seu de les autoritats colonials britàniques a l'Uganda colonial.
- El segon és el turó de Mengo, que era la kibuga (capital movent) del regne de Buganda a l'inici de la colonització britànica.
- El tercer és el turó de Kibuli, que acull la mesquita de Kibuli.
- El quart és el turó de Namirembe, que va ser la seu de la facció anglicana (Wangeleza) de les guerres religioses de Buganda de 1888 a 1892 i lloc de la catedral anglicana de Namirembe.
- El cinquè és el turó de Lubaga, que va ser la seu de la facció catòlica dels pares blancs (Wafaransa) de les guerres religioses de Buganda esmentades anteriorment i també emplaçament de la catedral catòlica de Rubaga.
- El sisè és Nsambya Hill, lloc de l'antiga catedral de St Peter's Nsambya i assignat a la missió britànica Catholic Mill Hill durant la signatura de l'Acord d'Uganda (1900).
- El setè és el turó de Nakasero al cim del qual es trobava Fort Nakasero, una instal·lació militar britànica construïda després de traslladar-se des de Fort Lugard a Old Kampala. El turó també va ser el lloc de l'Hospital Europeu (l'actual laboratori d'anàlisi del govern davant la seu del Ministeri de Serveis Públics).

#### Pantans i rius
A causa de la naturalesa muntanyosa i del clima tropical de Kampala, les valls tenen rius lents i pantans que tendeixen a fluir cap al sud cap al llac Victòria o cap al nord. Els pantans estacionals o permanents cobreixen el 15% de la superfície terrestre de Kampala. Inclouen:
- Riu pantà de Kinawataka que cobreix una àrea d’1,5 km² que flueix cap al sud al llac Victòria i es troba a la divisió de Nakawa.[19]
- Riu pantà de Nakivubo amb una superfície de 5,29 km² que flueix cap al sud fins al llac Victòria des dels contraforts de Makerere i té una longitud de 9 km.[19][20]
- Pantà de Lubigi amb una superfície de 2,85 km² que flueix cap a l'oest des dels contraforts de Kisaasi fins al riu Mayanja.[19]
- Pantà de Kansanga
- Pantà de Kyetinda

Kampala, a causa de la diversitat d'hàbitats que inclouen aiguamolls i turons, abans era coberta amb herbes curtes als cims dels turons, herba d'elefant (Pennisetum purpureum), Cyperus papyrus, nenúfar africà, etc. als pantans i boscos perennes amb arbres com l'olivera africana (mpafu) i la figuera natal (mutuba).

### Geologia
Kampala és a l’altiplà d'Àfrica Oriental entre els dos braços del Rift d'Àfrica Oriental i als límits nord del Crató de Tanzània.

### Clima
Kampala té un clima equatorial (Af) segons la Classificació climàtica de Köppen.
Un dels trets característics del clima de Kampala és que presenta dues estacions humides anuals. Tot i que la ciutat no té un veritable mes d'estació seca, experimenta precipitacions més fortes d'agost a desembre i de febrer a juny. Tanmateix, és entre febrer i juny quan Kampala pateix precipitacions mensuals més fortes, sent l'abril el mes que presenta més precipitació mitjana.
| Dades climàtiques a Kampala                                                        | Dades climàtiques a Kampala | Dades climàtiques a Kampala | Dades climàtiques a Kampala | Dades climàtiques a Kampala | Dades climàtiques a Kampala | Dades climàtiques a Kampala | Dades climàtiques a Kampala | Dades climàtiques a Kampala | Dades climàtiques a Kampala | Dades climàtiques a Kampala | Dades climàtiques a Kampala | Dades climàtiques a Kampala | Dades climàtiques a Kampala |
| Mes                                                                                | gen                         | febr                        | març                        | abr                         | maig                        | juny                        | jul                         | ag                          | set                         | oct                         | nov                         | des                         | anual                       |
| ---------------------------------------------------------------------------------- | --------------------------- | --------------------------- | --------------------------- | --------------------------- | --------------------------- | --------------------------- | --------------------------- | --------------------------- | --------------------------- | --------------------------- | --------------------------- | --------------------------- | --------------------------- |
| Màxima rècord °C (°F)                                                              | 33 (91)                     | 36 (97)                     | 33 (91)                     | 33 (91)                     | 29 (84)                     | 29 (84)                     | 29 (84)                     | 29 (84)                     | 31 (88)                     | 32 (90)                     | 32 (90)                     | 32 (90)                     | 36 (97)                     |
| Màxima mitjana °C (°F)                                                             | 28.6 (83.5)                 | 29.3 (84.7)                 | 28.7 (83.7)                 | 27.7 (81.9)                 | 27.3 (81.1)                 | 27.1 (80.8)                 | 26.9 (80.4)                 | 27.2 (81)                   | 27.9 (82.2)                 | 27.7 (81.9)                 | 27.4 (81.3)                 | 27.9 (82.2)                 | 27.8 (82)                   |
| Mitjana diària °C (°F)                                                             | 23.2 (73.8)                 | 23.7 (74.7)                 | 23.4 (74.1)                 | 22.9 (73.2)                 | 22.6 (72.7)                 | 22.4 (72.3)                 | 22.0 (71.6)                 | 22.2 (72)                   | 22.6 (72.7)                 | 22.6 (72.7)                 | 22.5 (72.5)                 | 22.7 (72.9)                 | 22.73 (72.93)               |
| Mínima mitjana °C (°F)                                                             | 17.7 (63.9)                 | 18.0 (64.4)                 | 18.1 (64.6)                 | 18.0 (64.4)                 | 17.9 (64.2)                 | 17.6 (63.7)                 | 17.1 (62.8)                 | 17.1 (62.8)                 | 17.2 (63)                   | 17.4 (63.3)                 | 17.5 (63.5)                 | 17.5 (63.5)                 | 17.6 (63.7)                 |
| Mínima rècord °C (°F)                                                              | 12 (54)                     | 14 (57)                     | 13 (55)                     | 14 (57)                     | 15 (59)                     | 12 (54)                     | 12 (54)                     | 12 (54)                     | 13 (55)                     | 13 (55)                     | 14 (57)                     | 12 (54)                     | 12 (54)                     |
| Pluja mitjana mm (polzades)                                                        | 68.4 (2.693)                | 63.0 (2.48)                 | 131.5 (5.177)               | 169.3 (6.665)               | 117.5 (4.626)               | 69.2 (2.724)                | 63.1 (2.484)                | 95.7 (3.768)                | 108.4 (4.268)               | 138.0 (5.433)               | 148.7 (5.854)               | 91.5 (3.602)                | 1.264,3 (49,774)            |
| Mitjana de dies de pluja (≥ 1.0 mm)                                                | 4.8                         | 5.1                         | 9.5                         | 12.2                        | 10.9                        | 6.3                         | 4.7                         | 6.7                         | 8.6                         | 9.1                         | 8.4                         | 7.4                         | 93.7                        |
| Humitat relativa mitjana (%)                                                       | 66                          | 68.5                        | 73                          | 78.5                        | 80.5                        | 78.5                        | 77.5                        | 77.5                        | 75.5                        | 73.5                        | 73                          | 71.5                        | 74.5                        |
| Mitjana mensual d'hores de sol                                                     | 155                         | 170                         | 155                         | 120                         | 124                         | 180                         | 186                         | 155                         | 150                         | 155                         | 150                         | 124                         | 1.824                       |
| Font #1: World Meteorological Organization, Climate-Data.org for mean temperatures |                             |                             |                             |                             |                             |                             |                             |                             |                             |                             |                             |                             |                             |
| Font #2: BBC Weather                                                               |                             |                             |                             |                             |                             |                             |                             |                             |                             |                             |                             |                             |                             |